# کامپیوتر گیمینگ
کامپیوتر گیمینگ رایانه بازی که به عنوان رایانه شخصی بازی نیز شناخته می‌شود، یک رایانه شخصی تخصصی است که برای اجرای بازی‌های رایانه شخصی با استانداردهای بالا طراحی شده است. آن‌ها معمولاً با استفاده از کارت‌های گرافیکی با عملکرد بالا، یک واحد پردازش مرکزی با تعداد هسته بالا با عملکرد خام بالاتر و حافظه دسترسی تصادفی با کارایی بالاتر، با رایانه‌های شخصی اصلی متفاوت هستند. رایانه‌های شخصی بازی همچنین برای کارهای سخت دیگری مانند ویرایش ویدیو استفاده می‌شوند، در حالی که رایانه‌های بازی اغلب به صورت دسکتاپ هستند، ممکن است لپ تاپ یا دستی نیز باشند.

## سخت‌افزار

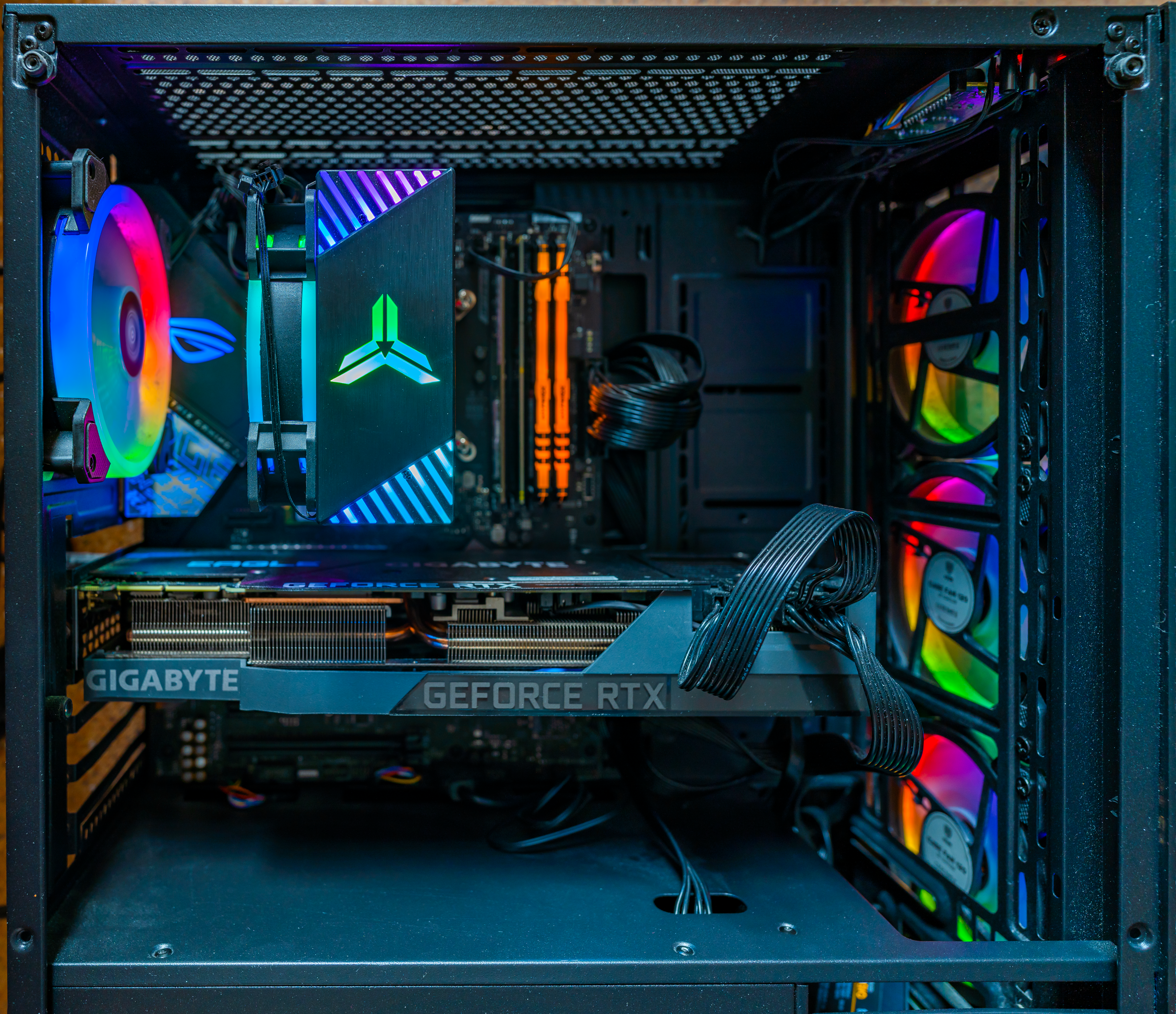
فضای داخلی یک کامپیوتر بازی رومیزی

از نظر فنی، هر کامپیوتری را می‌توان یک «کامپیوتر بازی» در نظر گرفت. با این حال رایج‌ترین آنها معمولاً حول یک واحد پردازش مرکزی مبتنی بر اکس ۸۶ با کارت شتاب‌دهنده گرافیک، مقدار کافی رم با کارایی بالا و درایوهای ذخیره‌سازی سریع هستند در پیکربندی دسکتاپ، یک کیس نیز مورد نیاز است، و کیس‌های بازی اغلب به دلایل زیبایی شناختی با چراغ‌های ال ئی دی اضافی یا پانل‌های شفاف ساخته می‌شوند، اجزای مجزا معمولاً از طریق اسلات‌های اتوبوس مختلف به مادربرد متصل می‌شوند، از جمله واحد پردازش مرکزی، حافظه دسترسی تصادفی و کارت گرافیک، یا با کابل ساتا یا IDE به آن متصل می‌شوند (برای هارد دیسک یا درایوهای نوری)، لپ‌تاپ‌ها نیز فرمت مشابهی دارند، اما با اجزای کوچک‌تر و کم مصرف.
گیمرها و علاقه مندان به رایانه ممکن است برای به دست آوردن عملکرد بیشتر، واحد پردازش مرکزی و واحد پردازش گرافیکی خود را اورکلاک کنند. مصرف برق اضافی مورد نیاز برای اورکلاک کردن هر یک از واحدهای پردازشی اغلب به خنک‌سازی اضافی نیاز دارد، معمولاً با خنک‌کننده هوا یا خنک‌کننده آب،
این تنظیمات عمدتاً به دهه ۱۹۹۰ بازمی‌گردد، زمانی که اینتل و مایکروسافت برای اولین بار شروع به تسلط بر بازار رایانه‌های شخصی کردند، و از آن زمان تاکنون تغییر چندانی نکرده است، مشخصات سخت‌افزاری به دلیل نیازهای گرافیکی بازی‌ها، به ویژه با تغییرات معماری و سایر تغییرات در طراحی واحد پردازش مرکزی و واحد پردازش گرافیکی، در طول زمان همچنان بهبود می‌یابد.

## عوامل شکل
اندرو فریدمن، سردبیر ارشد تامز سخت‌افزار می‌گوید که «دستگاه‌های بازی برای همه یک‌سایز نیستند» و موارد خاصی وجود دارد که دسکتاپ بازی مناسب‌تر از لپ‌تاپ است و شرایط دیگری وجود دارد که لپ‌تاپ مناسب‌تر از یک لپ‌تاپ است. دسکتاپ هر پلتفرم مزایا و معایب خود را دارد که ممکن است بسته به نیاز فرد تغییر کند. به عنوان مثال، شخصی که به دنبال حداکثر قابلیت حمل است، ممکن است لپ تاپ را به جای دسکتاپ انتخاب کند، زیرا تمام آن در یک واحد مستقل است، در حالی که تنظیمات دسکتاپ به چندین جزء تقسیم می‌شود: مانیتور، صفحه کلید، ماوس و خود دسکتاپ. فریدمن بیان می‌کند که لپ‌تاپ‌ها کاندیدای ایده‌آل برای مهمانی‌های شبکه محلی هستند، به‌ویژه لپ‌تاپ‌هایی که مجهز به «واحد پردازش گرافیکی‌های فشار دینامیکی بیشینه انویدیا» هستند که «به راحتی می‌توانند در یک کوله‌پشتی جا شوند و شارژرهای بسیار بزرگی در آن قرار ندهند».

## لپ تاپ‌های گیمینگ

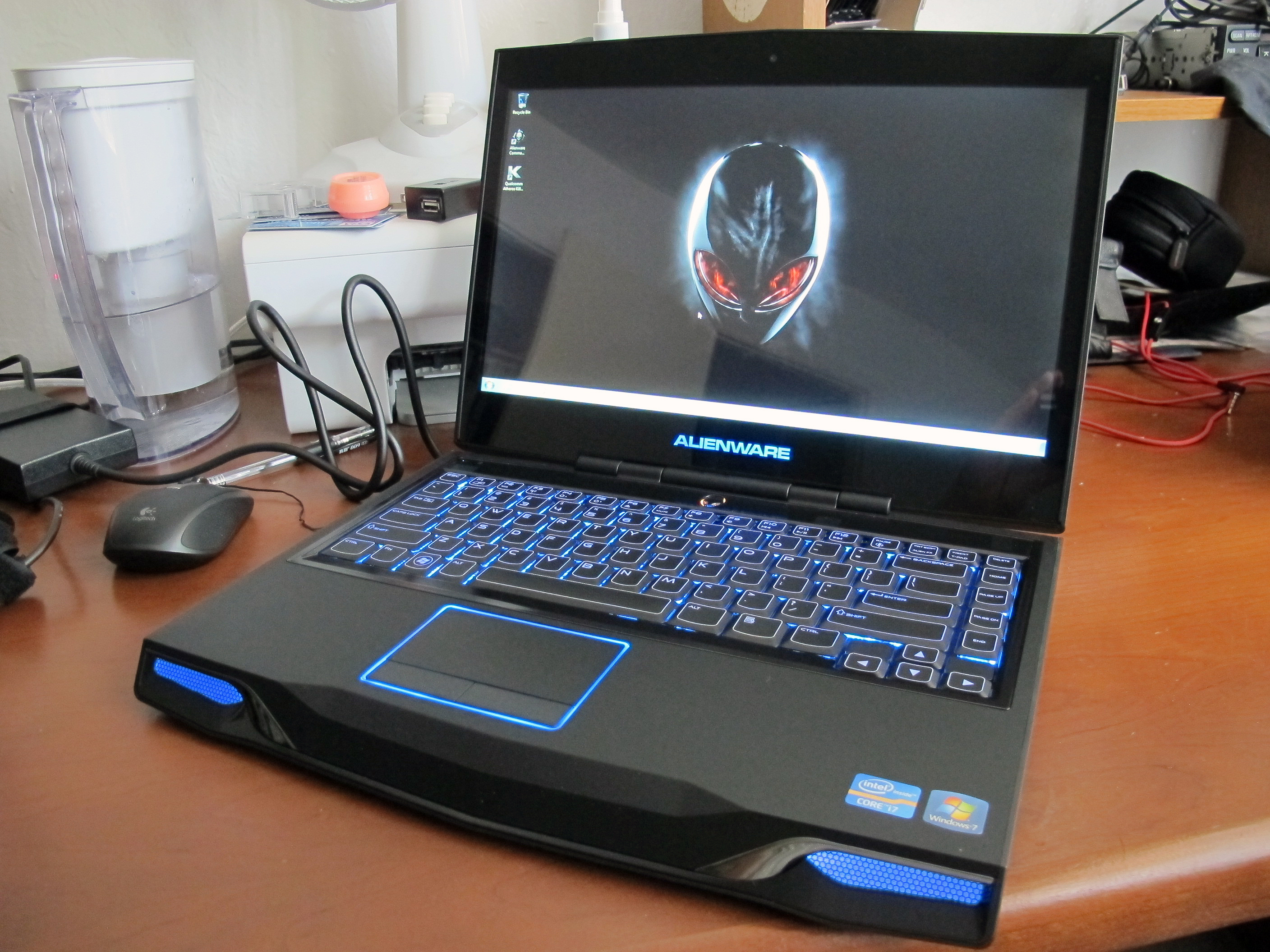
یک لپ‌تاپ مخصوص بازی

رایانه‌های بازی لپ تاپ قابلیت بازی بر روی رایانه‌های قابل حمل را می‌دهند، فضای قابل استفاده داخل لپ تاپ در مقایسه با دسکتاپ بسیار محدودتر است، همچنین در مقایسه با دسکتاپ که تقریباً تمام اجزا از جمله مادربردها و واحد پردازش مرکزی‌ها را می‌توان با جدیدترین فناوری موجود در آن زمان تعویض کرد، موارد کمتری مانند رم و فضای ذخیره‌سازی در لپ تاپ نسبت به دسکتاپ قابل تغییر هستند.

## دستی

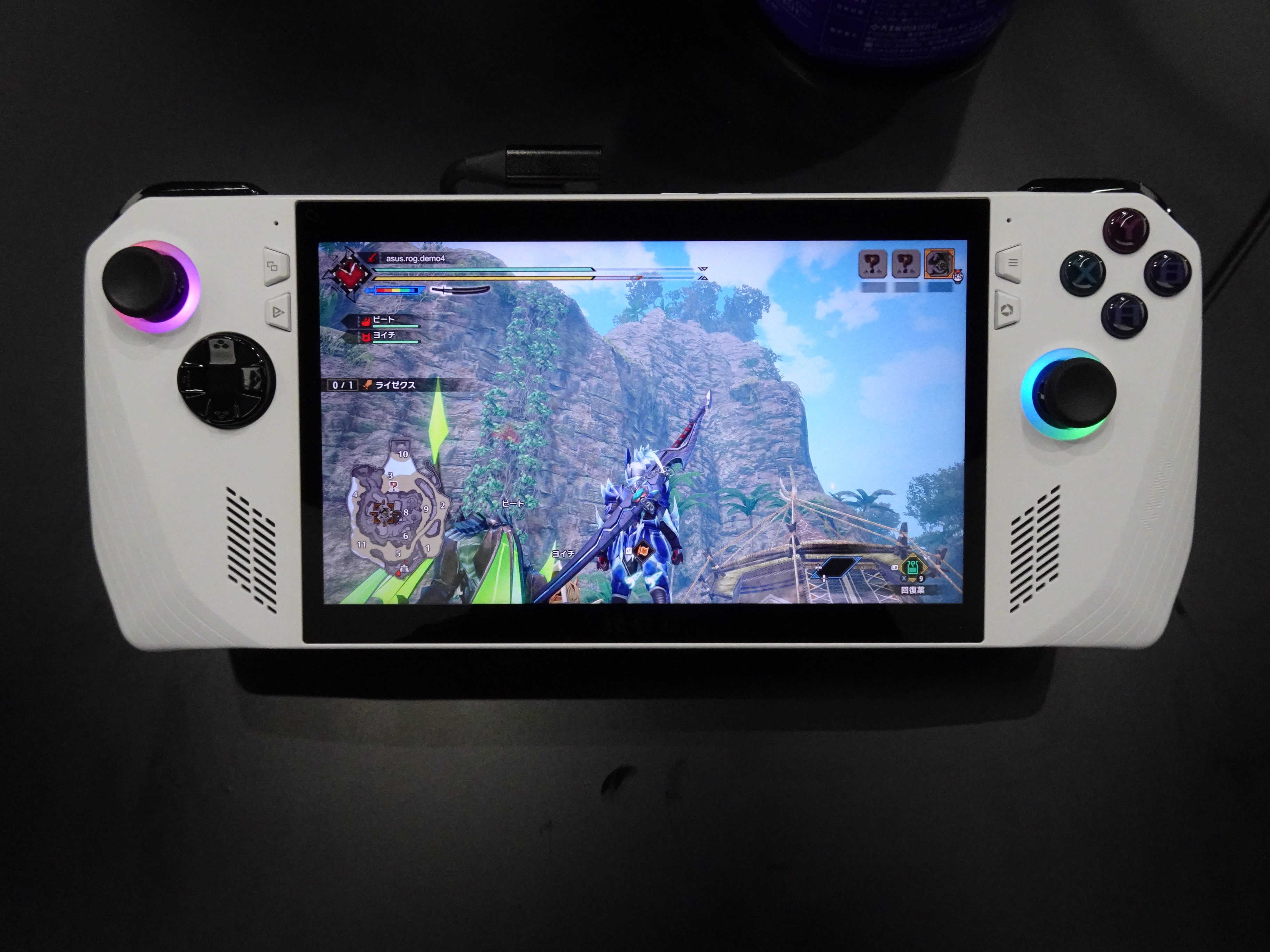
یک کامپیوتر بازی راگ الای از شرکت ایسوس

رایانه‌های شخصی دستی که برای بازی ساخته شده‌اند، یک عامل نسبتاً جدید هستند، با توجه به شاسی تلفن همراه خود، آنها محدودترین نوع رایانه‌های بازی هستند زیرا به‌طور کلی نمی‌توان قطعات را ارتقا داد، رایانه‌های شخصی بازی دستی ممکن است با یک صفحه کلید فیزیکی عرضه شوند یا ممکن است آن را به‌طور کامل کنار بگذارند تا مانند یک کنسول بازی دستی طراحی شود.

## انواع ساخت

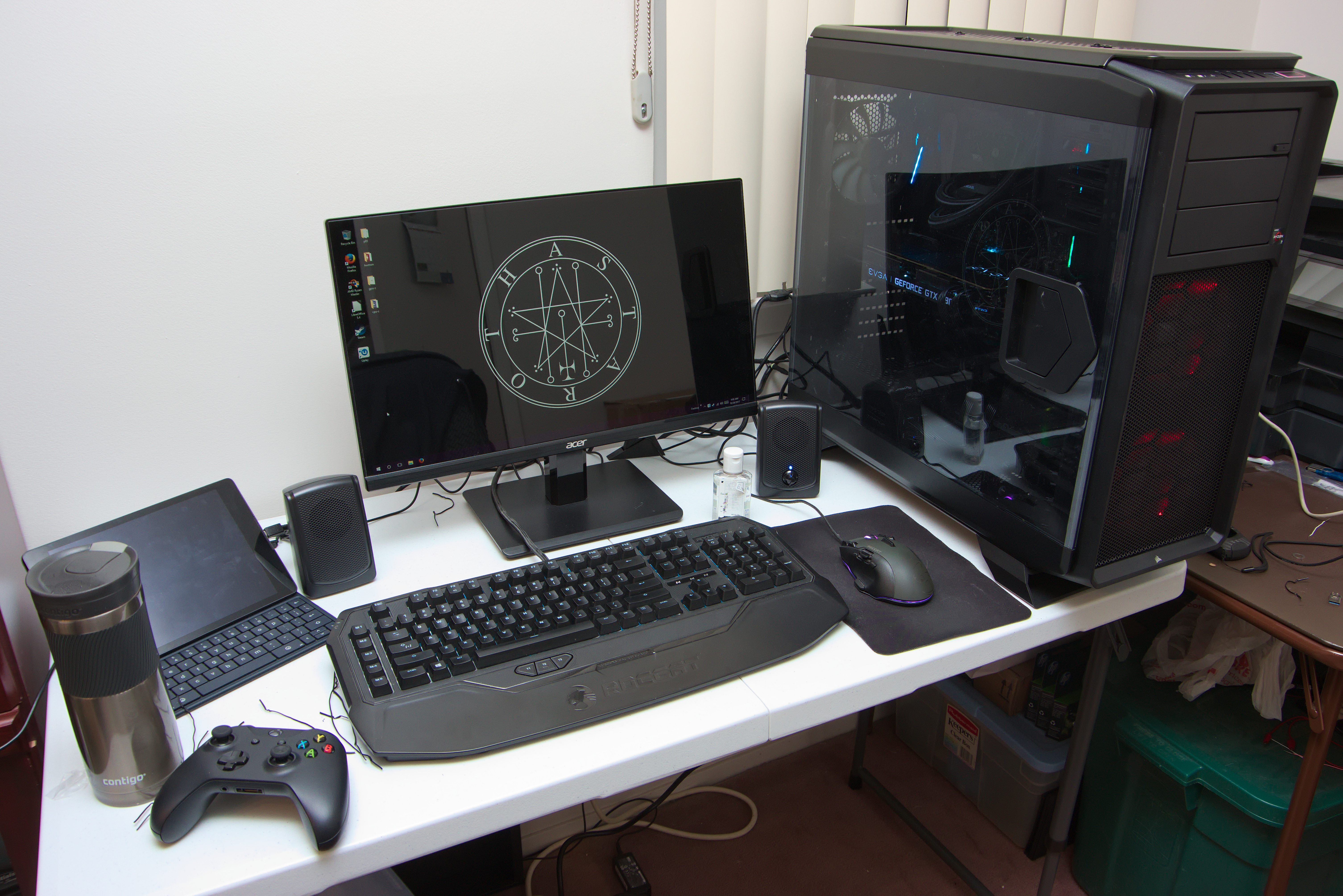
ستاپ گیمینگ

همان‌طور که قبلاً گفته شد، گزینه‌هایی وجود دارد که گیمرهای رایانه شخصی هنگام تصمیم‌گیری برای ساخت واحد خود در مقابل خرید یک واحد از پیش ساخته شده، در نظر می‌گیرند. گزینه‌های زیادی در مورد پیکربندی لپ تاپ وجود ندارد، اما آنها وجود دارند. جیسون کلارک، یکی از همکاران چیل بلاست، اشاره کرد که تعدادی سازنده وجود دارند که به‌طور خاص با لپ‌تاپها سر و کار دارند، با برخی از ویژگی‌های قابل تنظیم که در ابتدا وجود نداشتند، مانند امکان تغییر واحد پردازش مرکزی و واحد پردازش گرافیکی این سازنده‌های رایانه شخصی از ابتدا ساخته می‌شوند، و امکان تغییر واحد پردازش مرکزی و واحد پردازش گرافیکی پس از نصب بعید است، کلارک همچنین توصیه کرد که مردم باید و نمی‌توانند لپ تاپ‌های خود را بسازند زیرا همه چیز پیچیده و فشرده است
بسیاری از گیمرها و روزنامه‌نگاران رایانه‌های شخصی، مانند کلارک و فریدمن، به مردم توصیه می‌کنند که با رایانه‌های رومیزی گیمینگ شروع کنند، زیرا در جستجوی عملکرد خالص هستند. دسکتاپهای از پیش ساخته شده مانند آرورا آر۱۱ از علینواره، سیستم‌های آماده ای هستند که سابقه ای در پشت خود دارند، اما برخی ادعا می‌کنند که سیستم‌های آنها بیش از حد قیمت گذاری شده‌اند. این عمدتاً به دلیل هزینه ساخت رایانه شخصی و سهولت دسترسی به قطعات برای مصرف‌کننده است، مارشال اونوروف، نویسنده راهنمای تام، توضیح می‌دهد که مراحل ساخت رایانه‌های شخصی بازی از ابتدا «می‌تواند فرایند دلهره‌آوری باشد، به‌ویژه برای تازه‌واردها» اما می‌تواند یکی از بهترین تصمیم‌های تکنولوژیکی باشد. بر اساس تحقیقات خود، هونوراری دریافت که ۱۵۰۰ دلار برای خرید یک کامپیوتر «قدرتمند، اما نه کاملاً پیشرفته» کافی است و شخص می‌تواند قطعات خود را انتخاب کند.